# 布魯克林大橋-市政府／錢伯斯街車站
布魯克林大橋-市政府/錢伯斯街車站（英語：Brooklyn Bridge–City Hall/Chambers Street station）是美國紐約地鐵一個位於曼哈頓下城的地鐵站，由IRT萊辛頓大道線和BMT拿骚街線共用。設有以下列車服務：
- 4號線、6號線、J線列車（任何時候停站）
- 5號線列車（任何時候停站（深夜除外））
- <6>列車（僅繁忙時段的尖峰方向停站）
- Z線列車（僅繁忙時段的尖峰方向隔站停靠）

## 車站結構
| G                  | 街道                         | 出入口 |
| M                  | 夾層                         | 閘機、車站詢問處 升降機位於中央街西側錢伯斯街南側                                                                                     |
| P 拿骚街線月台     | 側式月台，不使用             | 側式月台，不使用 |
| P 拿骚街線月台     | 北行                         | （黃昏尖峰時段）往牙買加中心-帕森斯/射手（堅尼街）                                                                                    |
| P 拿骚街線月台     | 島式月台，左側開門           | |
| P 拿骚街線月台     | 北行上客                     | 無服務 |
| P 拿骚街線月台     | 島式月台，不使用             | |
| P 拿骚街線月台     | 南行落客                     | 無服務 |
| P 拿骚街線月台     | 島式月台，左側開門           | |
| P 拿骚街線月台     | 南行                         | （早上尖峰時段）往寬街（福爾頓街） |
| P 拿骚街線月台     | 側式月台，不使用，基本已拆除 | |
| P 萊辛頓大道線月台 | 側式月台，不使用             | 側式月台，不使用 |
| P 萊辛頓大道線月台 | 北行                         | （尖峰時段）上客往佩勒姆灣公園（堅尼街） · 往帕克徹斯特（尖峰時段及日中時段）（堅尼街）                                               |
| P 萊辛頓大道線月台 | 島式月台，左/右側開門        | |
| P 萊辛頓大道線月台 | 北行快速                     | 往伍德羅恩（14街-聯合廣場（深夜除外）；堅尼街（深夜）） · 往伊斯徹斯特-代里大道（任何時候）/涅雷大道（黃昏尖峰時段）（14街-聯合廣場） |
| P 萊辛頓大道線月台 | 南行快速                     | 往皇冠高地-猶提卡大道（深夜及尖峰時段往新地段大道）（福爾頓街） · 往夫拉特布殊大道-布魯克林學院（平日）/滾球綠地（週末）（福爾頓街）  |
| P 萊辛頓大道線月台 | 島式月台，左/右側開門        | |
| P 萊辛頓大道線月台 | 南行                         | 落客軌道 |
| P 萊辛頓大道線月台 | 側式月台，不使用             | |

## BMT拿骚街線月台
錢伯斯街車站是BMT拿骚街線的一個地鐵站，位於曼哈頓市政大樓下方中央街和錢伯斯街交界，設有三個島式月台、四條軌道和一個側式月台（原初有兩個）。
南行月台於車站南端稍為高一些，因為南行下一站福爾頓街車站是側疊式月台設計，南行月台在北行月台上方。兩條快車軌道現時不營運，於車站南端匯合成一條尾軌。該條尾軌由轉轍器到止衝擋共長620英呎，止衝擋一側設有緊急出口。
車站以北設有兩條小軌道，並以現時已關閉的往皇后區側式月台後方結束。這些軌道曾與曼哈頓大橋連接，直至1967年作為克里斯蒂街連接一部分被廢棄並改為連接BMT百老匯線。同時車站以北，舊南行快車軌道（現時北行軌道）於堅尼街車站以南分支成為兩條軌道：舊北行慢車軌道和舊南行快車軌道（現時北行軌道）。

## IRT萊辛頓大道線月台
布魯克林大橋-市政府車站是IRT萊辛頓大道線的一個快車地鐵站，位於布魯克林大橋曼哈頓端的公園路。此站是6號線的南面總站，途經市政府迴圈調頭往上城。
車站以北設有橫渡線，容許列車在慢車和快車軌道之間切換，並容許萊辛頓大道慢車有需要時經快車軌道繼續南行（而不使用市政府迴圈）。市政府車站於1945年關閉後，布魯克林大橋-市政府車站成為正常萊辛頓大道慢車服務最南端車站。
車站以南，下城慢車軌道分成三條軌道。最西端的軌道經市政府車站迴圈至北行慢車軌道。其餘兩條則與下城快車軌道平行。直至1960年代，軌道於福爾頓街車站以北匯入下城快車軌道，但現時已經改為以該處的止衝擋結束，間中作為儲車之用。
車站已經翻新，設有無障礙通行升降機。同時亦是IRT東側鏈的原點；此站南端被定義為0英哩。
布魯克林大橋車站有不少範圍關閉，以便興建和進行更改營運方式所需的改興。除了兩個島式月台外，車站外側還設有兩個較短的側式月台。與IRT萊辛頓大道線於14街-聯合廣場車站的月台與IRT百老匯-第七大道線於96街車站的月台相似，這些側式月台是為了容納額外的乘客量而興建，但按原初IRT慢車5節長的列車來興建。這些月台位於快車地鐵站時並不見太大作用，因為島式月台可容許跨月台轉乘。當列車延長至現時10節長度時，同時延長這些側式月台和島式月台變得不切實際。這些月台只經過了6年的營運就在1910年關閉，並在月台邊緣以牆壁隔開。
南行一側的側式月台現時成為車站稍北的布魯克林大橋聯鎖部分電子儀器和後備的控制塔的位置。該塔仍可運作但一般不使用，因為大中央-42街塔是全線的主控制點。聯鎖板可透過南行慢車軌道牆上的窗戶可見。下城側式月台的南端仍可透過近下城島式月台的調度亭看見。
在月台延長計劃時，將快車月台北延似乎更為容易，因為南端的彎道證明不可能延長。月台北延導致了沃斯街車站關閉、快車月台南端彎道部分關閉和BMT拿骚街線錢伯斯街車站西側月台的拆除。
沃斯街車站關閉後，此站被名為「布魯克林大橋-沃斯街車站」（Brooklyn Bridge–Worth Street）。1995年改為「布魯克林大橋-市政府車站」。

## 延伸閱讀
- Stokey, Lee (1994). Subway Ceramics: A History and Iconography. ISBN 978-0-9635486-1-0.

## 外部連結
- nycsubway.org—BMT Nassau Street/Jamaica Line: Chambers Street
- nycsubway.org—IRT East Side Line: Brooklyn Bridge/City Hall
- Station Reporter—Brooklyn Bridge/Chambers Street Complex
- MTA's Arts For Transit—Brooklyn Bridge–City Hall/Chambers Street
- Forgotten NY—The Original 28 Subway Stations （页面存档备份，存于）
- Entrance near City Hall Park from Google Maps Street View （页面存档备份，存于）
- Entrance north of Brooklyn Bridge from Google Maps Street View （页面存档备份，存于）
- Entrance south of Brooklyn Bridge from Google Maps Street View （页面存档备份，存于）
- Reade Street and Centre Street entrance from Google Maps Street View （页面存档备份，存于）
- Foley Square entrance from Google Maps Street View （页面存档备份，存于）
- Centre Street entrance from Google Maps Street View （页面存档备份，存于）
- IRT platforms from Google Maps Street View （页面存档备份，存于）
- BMT platforms from Google Maps Street View
- BMT mezzanine from Google Maps Street View
- Abandoned Stations—Brooklyn Bridge–City Hall platforms （页面存档备份，存于）
- Abandoned Stations—Chambers Street platforms （页面存档备份，存于）